# Droga N33 (Holandia)
Droga N33 (nl. Rijksweg 33) – droga w północnej Holandii. Łączy Assen z Eemshaven. Planowana jest przebudowa drogi do standardów autostrady. Rozpoczęcie robót planowane jest na rok 2011, lecz z braku funduszy najprawdopodobniej inwestycja będzie odłożona w czasie.